# Andrejs Dunkels
Andrejs Dunkels, född 15 oktober 1939 i Riga i Lettland, död 30 december 1998 i Luleå, var en svensk matematiker.
Andrejs Dunkels kom 1944 tillsammans med sin familj till Sverige som flykting från Lettland. Han avlade studentexamen 1958 och blev filosofie magister 1964. År 1965 började han undervisa i matematik vid Umeå universitet. Åren 1966–1968 var Dunkels i Nairobi och utbildade blivande lärare vid Kenya Science and Technical Collage.
Dunkels återvände till Umeå och blev 1972 filosofie licentiat i matematik. Han tillträdde 1973 en tjänst som universitetslektor vid dåvarande Högskolan i Luleå. Hösten 1996 disputerade Dunkels i matematik med didaktisk inriktning. Titeln på avhandlingen var "Contributions to mathematical knowledge and its acquisition". Dunkels var redaktör för den vetenskapliga tidskriften Elementa åren 1977 till 1983.
Andrejs Dunkels var son till musikdirektören och violinisten Alfreds Dunkels och musikdirektören Irena Dunkels, född Springis. Han var först gift med Margareta Dunkels och sedan med statistikern Kerstin Vännman. Dunkels hade fyra barn, döttrarna Elza Dunkels, Ulrika Dunkels och Anna Dunkels, samt sonen Adam Dunkels.